# Rosa sect. Gymnocarpae
Gymnocarpae
Section
Rosa section Gymnocarpae est  l'une des onze sections du sous-genre Eurosa.

## Origine et distribution
Les rosiers de la section Gymnocarpae sont originaires, R. gymnocarpa d'Amérique du Nord, les autres d'Asie.

## Principales espèces
- Rosa beggeriana Schrenk,
- Rosa gymnocarpa Nutt.,
- Rosa willmottiaeHemsl.